# Pokłosie
Pokłosie – dreszczowiec filmowy z 2012 roku w reżyserii i według scenariusza Władysława Pasikowskiego, nawiązujący do pogromu Żydów w Jedwabnem. Film, nakręcony w polsko-holendersko-rosyjsko-słowackiej koprodukcji pod kierownictwem producenta Dariusza Jabłońskiego, miał premierę 9 listopada 2012 roku.
Pokłosie wzbudziło liczne kontrowersje. O ile zastrzeżeń nie budziła strona estetyczna filmu, nawiązująca do kina gatunkowego, recenzenci byli podzieleni co do sposobu nawiązania do wydarzeń z Jedwabnem. Część krytyków uznawała Pokłosie za zniuansowany portret polskiego współsprawstwa w Zagładzie Żydów na ziemiach polskich, część natomiast – za schematyczny i nachalny atak na prowincjonalność polskiej wsi. Pokłosie otrzymało Nagrodę Dziennikarzy na Festiwalu Polskich Filmów Fabularnych, a scenograf Allan Starski i odtwórca głównej roli Maciej Stuhr zostali uhonorowani na rozdaniu Polskich Nagród Filmowych.

## Zarys fabuły
Franciszek Kalina (Ireneusz Czop), który wyemigrował do Stanów Zjednoczonych za czasów pierwszej „Solidarności”, przyjeżdża do Polski na wieść, że jego młodszy brat Józef (Maciej Stuhr) jest w konflikcie z mieszkańcami swej wsi. Skłóceni od momentu wyjazdu Franciszka z Polski, bracia próbują jednak wspólnie odkryć tajemnicę z czasów okupacji niemieckiej. Otwarty konflikt o ocenę przeszłości przeradza się we wzajemną agresję, a ujawnienie tajemnicy odbija się tragicznie zarówno na losie braci, jak i na mieszkańcach wsi.

## Obsada
Źródło: Filmpolski.pl

- Ireneusz Czop jako Franciszek Kalina
- Maciej Stuhr jako Józef Kalina, brat Franciszka
- Jerzy Radziwiłowicz jako proboszcz
- Zuzana Fialová jako Justyna, wnuczka Sudeckiego
- Andrzej Mastalerz jako ksiądz Janusz Pawlak
- Zbigniew Zamachowski jako sierżant Włodzimierz Nowak
- Danuta Szaflarska jako zielarka
- Jerzy Szynkiewicz jako taksówkarz
- Wojciech Walasik jako taksówkarz
- Anita Poddębniak jako sklepowa
- Magdalena Gnatowska jako kobieta w sklepie
- Monika Kisła jako kobieta w sklepie
- Ryszard Ronczewski jako Franciszek Sudecki Sum
- Wojciech Zieliński jako Antek, brat Justyny
- Radosław Hebal jako Młody
- Robert Rogalski jako sołtys Malinowski
- Maria Garbowska jako Palka
- Stanisław Brudny jako archiwista
- Lech Dyblik jako pracownik tartaku
- Marek Kasprzyk jako strażak
- Jacek Król jako kombajnista

Obsada dubbingu: Magdalena Wójcik (Justyna, wnuczka Sudeckiego – rola Zuzany Fialovej).

## Produkcja

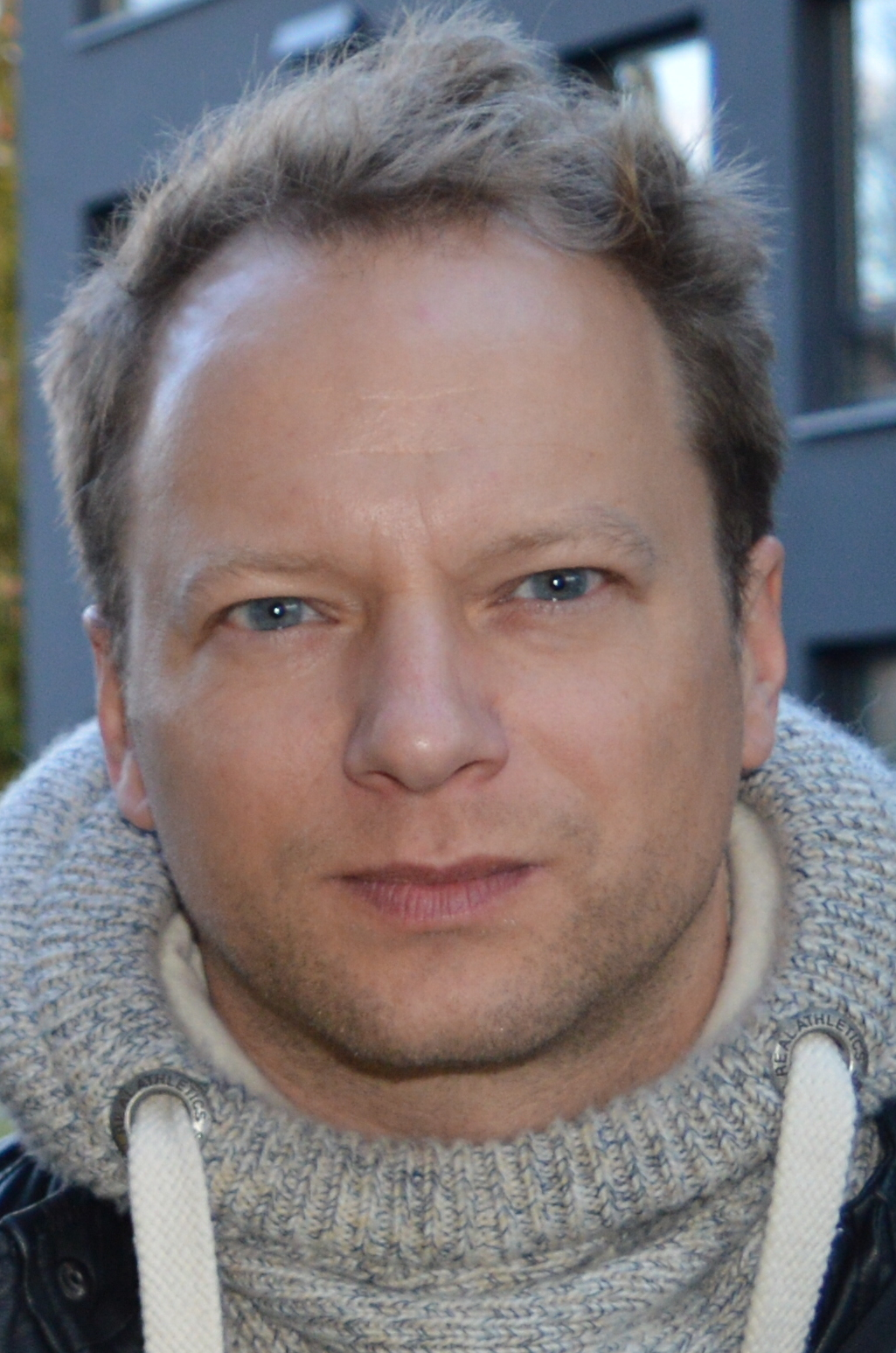
Maciej Stuhr, odtwórca roli Józefa Kaliny (2015)
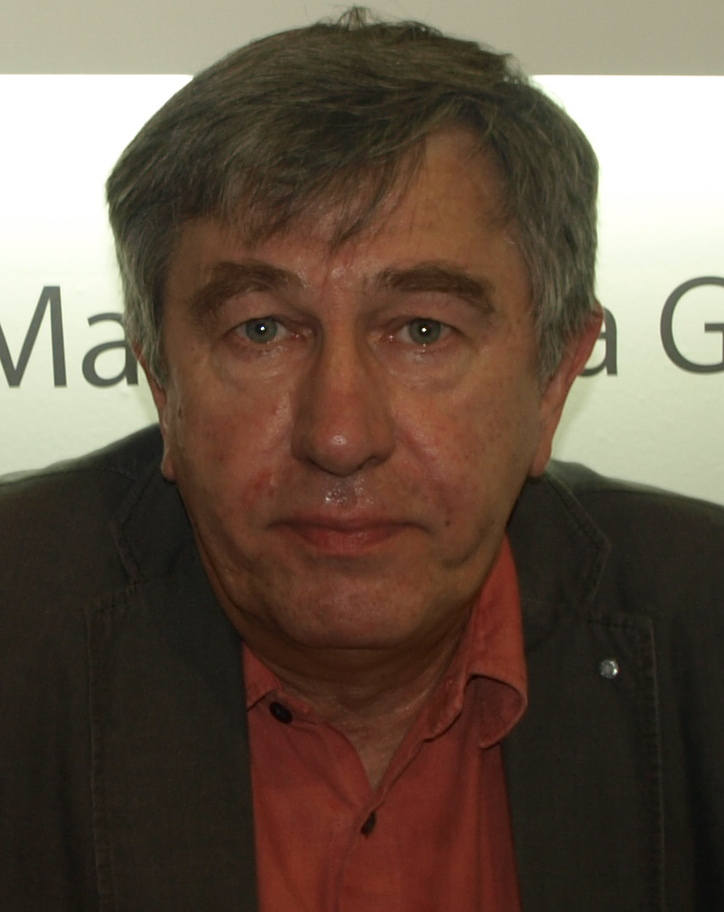
Jerzy Radziwiłowicz, odtwórca roli proboszcza (2013)
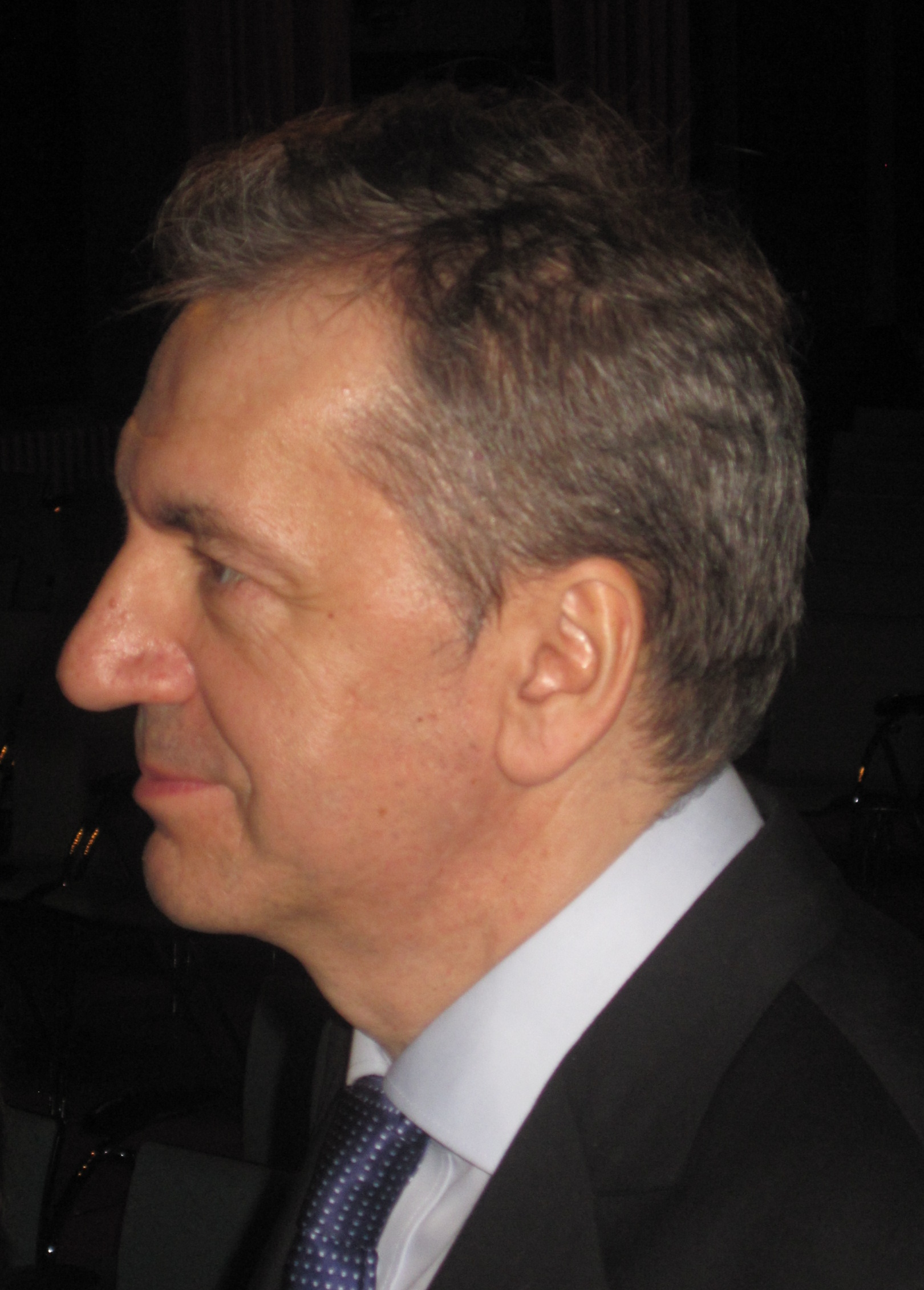
Władysław Pasikowski, reżyser filmu (2014)
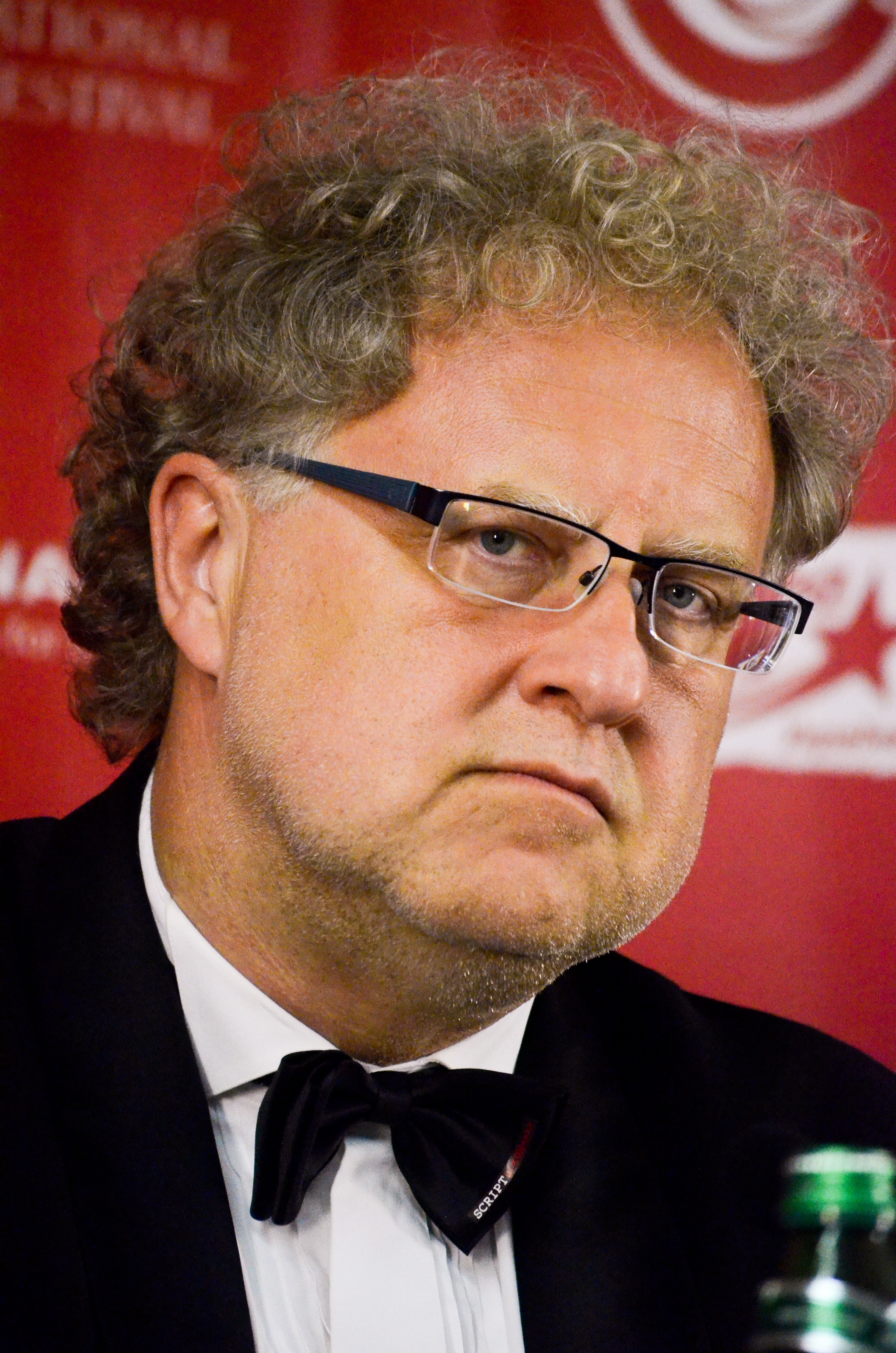
Dariusz Jabłoński, producent filmu (2015)
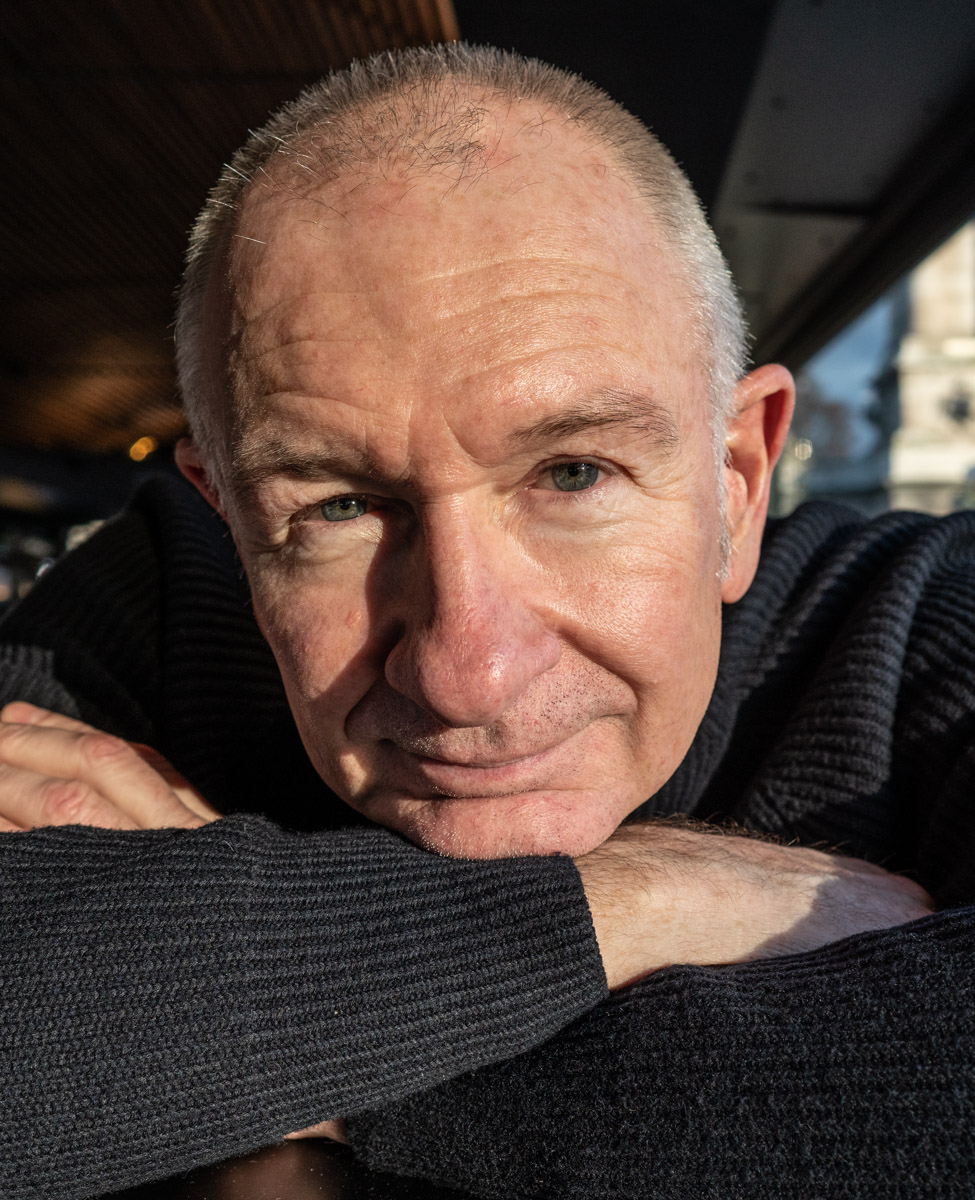
Paweł Edelman, operator filmu
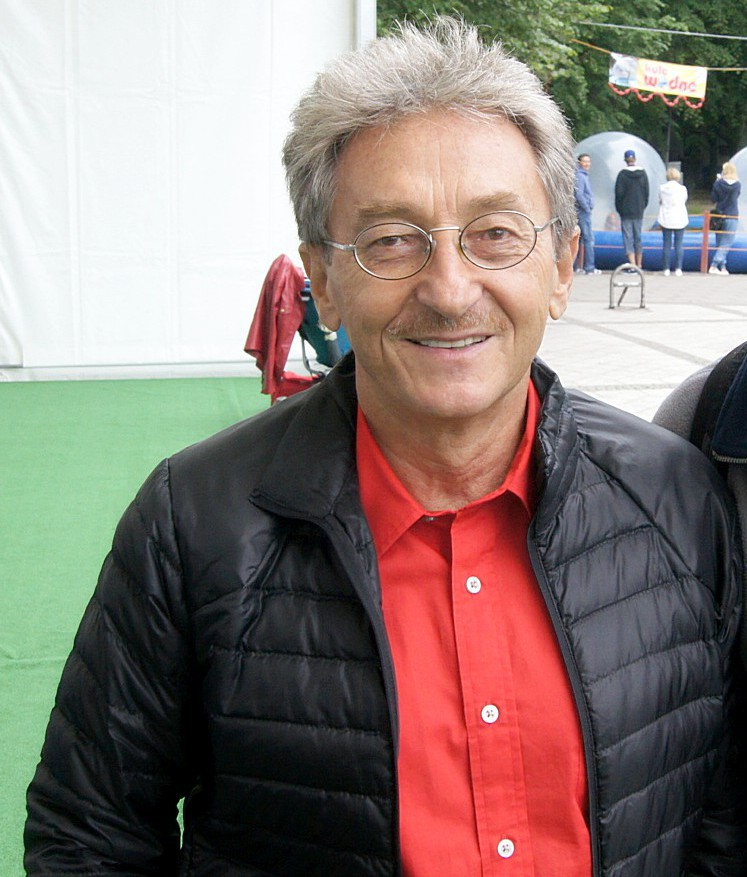
Allan Starski, twórca scenografii do filmu

Pokłosie było pierwszym filmem fabularnym Władysława Pasikowskiego od czasu negatywnie przyjętego dzieła Reich. Pasikowski obmyślił zarys nowego filmu pod wrażeniem lektury Sąsiadów Jana Tomasza Grossa; innym źródłem inspiracji dla reżysera był film Miejsce urodzenia Pawła Łozińskiego. Napisany przez Pasikowskiego scenariusz początkowo nosił tytuł Kadisz. Projekt, złożony przez Pasikowskiego jeszcze w 2005 roku do nowo utworzonego Polskiego Instytutu Sztuki Filmowej, miał jednak wówczas trudności ze zdobyciem funduszy na realizację. W 2011 roku, po wznowieniu prośby o dofinansowanie, Polski Instytut Sztuki Filmowej zasilił budżet produkcji o 3,5 mln złotych. Film wsparła też fundacja Eurimages.
Producentem Pokłosia był Dariusz Jabłoński, który tak uzasadniał rozpoczęcie prac nad filmem:
Polacy wielokrotnie zachowywali się jak bohaterowie, ale miewali też w przeszłości plamy na honorze. Pokłosie opowiada o najtrudniejszych sprawach. Musimy rozliczyć się z własną historią, stawić czoła prawdzie.
Autorem zdjęć był operator Paweł Edelman, natomiast za scenografię odpowiadał Allan Starski. W rolę Józefa Kaliny wcielił się Maciej Stuhr, a w jego brata Franka – Ireneusz Czop. Okres zdjęciowy rozpoczęto w lipcu 2011 roku na Mazowszu. Za plenery posłużyły Parysów k. Garwolina, Twierdza Zegrze (Umocnienie Małe) oraz stacja PKP Warszawa Szczęśliwice.
Za produkcję obrazu odpowiadała wytwórnia Apple Film Production, jako koproducenci występowali: Canal+, Telewizja Polska, Attack Film ze Słowacji, Metrafilms z Rosji i Topkapi Films z Holandii. Mimo że ostateczny budżet filmu wyniósł 9 milionów złotych, zaraz po premierze Pokłosia Apple Film Production wpadła w kłopoty finansowe, ponieważ Polski Instytut Sztuki Filmowej zwlekał z dopełnieniem formalności finansowych. Jabłoński tłumaczył, że już w trakcie wieloletnich starań o dofinansowanie z PISF-u spotykał się z zarzutami tworzenia „antypolskiego” filmu, co mogło wpłynąć na problemy z dofinansowaniem.

## Odbiór

### Premiera i frekwencja kinowa
Premiera Pokłosia odbyła się 9 listopada 2012 roku. Film obejrzało w kinach około 200 tysięcy widzów, co jednak nie uchroniło Apple Film Production przed sporymi problemami finansowymi.

### Odbiór
Pokłosie wywołało skrajnie spolaryzowane reakcje krytyków. Szczególny atak na film Pasikowskiego przypuścili prawicowi publicyści; przykładowo Piotr Semka i Piotr Zychowicz argumentowali, że w Pokłosiu przemilczano motywy mordu w Jedwabnem, do których miała należeć kolaboracja z Sowietami po agresji na Polskę w 1939 roku (mit „żydokomuny”). Semka uciekł się też do argumentów personalnych, twierdząc (w aluzji do wcześniejszego filmu Pasikowskiego, Psów), że „ktoś, kto parodiował masakrę Grudnia 1970 r., nie pasuje do roli stróża pamięci o Holokauście”. Leszek Żebrowski z „Naszego Dziennika” nazywał wręcz Pasikowskiego „piewcą esbecji”. Prezes partii Prawo i Sprawiedliwość, Jarosław Kaczyński, deklarował iż nie ma zamiaru obejrzeć filmu, ale wprost twierdził, że Pokłosie jest „filmem łajdackim” i „chorobliwie antypolskim”. Ataki (często o podłożu antysemickim) przypuszczano także na odtwórcę głównej roli, Macieja Stuhra, który bronił treści i przesłania filmu. Prawicowi publicyści traktowali też Pokłosie jako skrzyżowanie „Rancza z gotyckim kryminałem” (Jan Pospieszalski) lub też „Wilkowyj z Twin Peaks” (Semka).
Już jednak ksiądz Andrzej Luter na łamach „Kina” pisał, że Pokłosie to film „ważny i udany pod względem artystycznym”, zawierający przynajmniej jedną zapadającą w pamięć scenę: zwierzenia sołtysa Malinowskiego w kreacji Roberta Rogalskiego. Zdaniem Lutra Rogalski:
wygląda jak naturszczyk, ale jak gra! Takie kreacje zapamiętuje się na zawsze. Jakby w konwulsjach wykrzyczy braciom: „Bajki pieprzyta, Kaliny, bajki. Wszyscy we wsi pomagali”. I wypluł z siebie całą prawdę, jak na spowiedzi, pod koniec życia odkrył się. Scena trwa długo, bardzo długo. A sposób, w jaki były sołtys mówi o odcięciu piłą głowy Halszki Mincowej, wstrząśnie każdym widzem.
Z drugiej strony, Michał Przeperski w recenzji dla portalu Histmag.org wyraził nieprzekonanie narracją Pokłosia, zarzucając Pasikowskiemu mało wyrafinowaną satyrę na zacofanie polskiej wsi, w której kryje się największe zło:
polska wieś jest po brzegi pełna tego, co najgorsze. Kołtuństwa, brudu, moralnej zgnilizny. Jest to wieś wulgarna, zakłamana, w której pojedyncze jednostki próbują zdziałać coś dobrego, ale są skazane na porażkę […] Schematyczność tego ujęcia razi […]. Dość powiedzieć, że w moim przekonaniu symbolika zastosowana w filmie jest niezwykle nachalna.
Michał Walkiewicz z portalu Filmweb zauważył, że w swoim filmie Pasikowski posługuje się konwencją kina gatunkowego z pogranicza dreszczowca i horroru. Walkiewicz uznał gatunkowe schematy za najlepszy walor filmu, jako „próbę rozliczenia się z bolesną historią w «rozrywkowej» konwencji”. Kiedy jednak „Pasikowski próbuje zrzucić ów gatunkowy kostium, z jego filmu przeziera kicz. Reżyser przestaje wtedy opowiadać historię i wchodzi w buty moralisty”.
Odmienną opinię wyraził Tadeusz Sobolewski na łamach „Gazety Wyborczej”. Sobolewski argumentował, że przekaz Pasikowskiego jest bardziej zniuansowany i pojednawczy aniżeli wynikałoby to z oskarżeń pod adresem reżysera:
Ktoś, kogo łatwo posądzilibyśmy o antysemityzm, stanie się orędownikiem pojednania. Jednym z najbardziej przejmujących momentów filmu jest monolog dziewięćdziesięcioletniego sąsiada, który dociśnięty wyrzuca z siebie straszną prawdę. Ale to właśnie dzieci morderców [Kalinowie] będą tymi, którzy zadbają o pamięć żydowskich sąsiadów. Zło jest świadome siebie. Na tym polega pojednawcza i oczyszczająca wymowa Pokłosia.

### Nagrody
| Rok  | Festiwal/instytucja                                    | Nagroda                                                   | Odbiorca             |
| ---- | ------------------------------------------------------ | --------------------------------------------------------- | -------------------- |
| 2012 | Festiwal Polskich Filmów Fabularnych                   | Nagroda Dziennikarzy                                      | Władysław Pasikowski |
| 2013 | Ogólnopolski Festiwal Sztuki Filmowej „Prowincjonalia” | Jańcio Wodnik za najlepszą rolę męską                     | Ireneusz Czop        |
| 2013 | Polska Nagroda Filmowa                                 | Najlepsza scenografia                                     | Allan Starski        |
| 2013 | Polska Nagroda Filmowa                                 | Najlepsza główna rola męska                               | Maciej Stuhr         |
| 2013 | Lubuskie Lato Filmowe                                  | Srebrne Grono                                             | Władysław Pasikowski |
| 2013 | Jerusalem Film Festival                                | Nagroda Prezesa Jad Waszem za film związany z Holokaustem | Władysław Pasikowski |

## Spuścizna
Magdalena Nowicka pisała, że Pokłosie było jednym z pierwszych polskich filmów fabularnych po 1989 roku, które podkreślały rolę Polaków w Zagładzie Żydów podczas II wojny światowej. Jednocześnie film ten wzbudził szereg nienawistnych komentarzy, co zdaniem Nowickiej wynikało z poczucia dziejowej niesprawiedliwości i roztrząsania spraw niemieszczących się w polskim dyskursie narodowym: „Dla wielu przeciwników Pokłosia, film ten nie jest «przywracaniem pamięci», ale zagrożeniem dla dumy narodowej, z trudem odzyskanej po okresie cenzorowania historii w PRL”. Zdaniem Nowickiej Pokłosie nie wpłynęło na zmianę powszechnego mniemania o relacjach polsko-żydowskich podczas II wojny światowej, a wręcz zdystansowało opinię publiczną od filmu Pasikowskiego: „Choć problem obrachunku pozostaje aktualny, Pokłosie jest raczej przykładem jego porażki”.